# Sony Xperia XZ1 Compact
Il Sony Xperia XZ1 Compact è uno smartphone Android prodotto e commercializzato dalla Sony da settembre 2017.

## Caratteristiche tecniche
Il telefono è stato annunciato al pubblico insieme al Sony Xperia XZ1 e al Sony Xperia XA1 Plus (versione con schermo da 5,5" dell'XA1) in una conferenza stampa tenutasi all'IFA 2017 di Berlino il 31 agosto 2017. È il successore del Sony Xperia X Compact.
Il Sony Xperia XZ1 Compact ha sostanzialmente le stesse caratteristiche tecniche del Sony Xperia XZ1, ma con uno schermo più piccolo da 4,6 pollici con risoluzione HD 1280x720 pixel, un chipset Qualcomm Snapdragon 835, certificazione di resistenza ad acqua e polvere IP65/68 e altoparlanti stereo S-Force Front Surround. La fotocamera è una Sony IMX400 da 19 megapixel e f/1.9, la stessa dei Sony Xperia XZ Premium, Sony Xperia XZ e Sony Xperia XZ1, in grado di registrare video in slow motion a 960 fps.
Il Sony Xperia XZ1 Compact (insieme al più grande XZ1) è stato il primo smartphone Android con Android 8.0 Oreo già installato di serie.